# Deutzer Hafen
Der Deutzer Hafen ist ein rechtsrheinischer Kölner Hafen mit ehemals gewerblicher Nutzung und Güterumschlag im Kölner Stadtteil Deutz an Rhein-km 687,3, der sich im Umbau zu einem Wohngebiet befindet.

## Geschichte

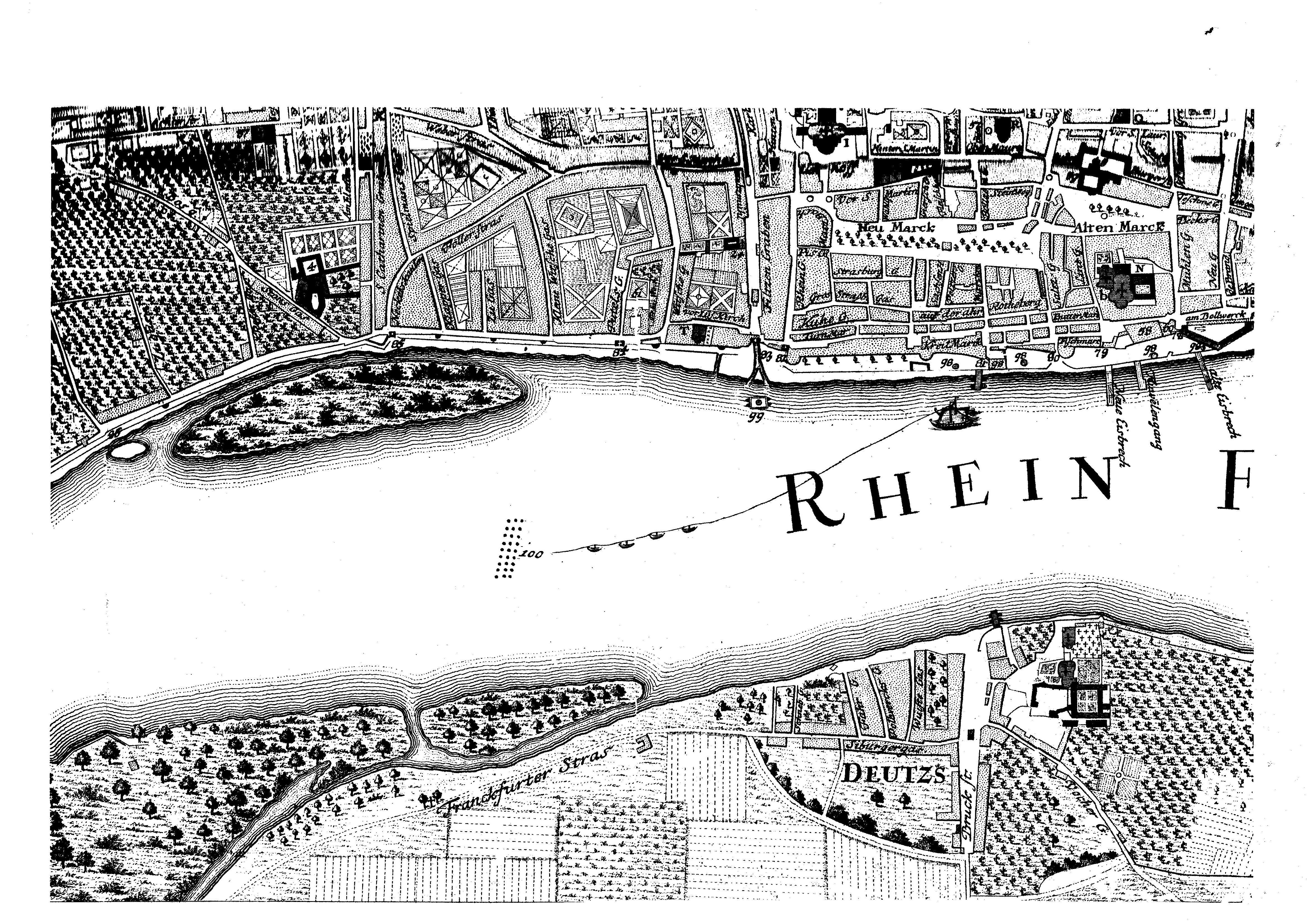
Kölner Stadtplan von 1752 – Bereich des heutigen Hafens

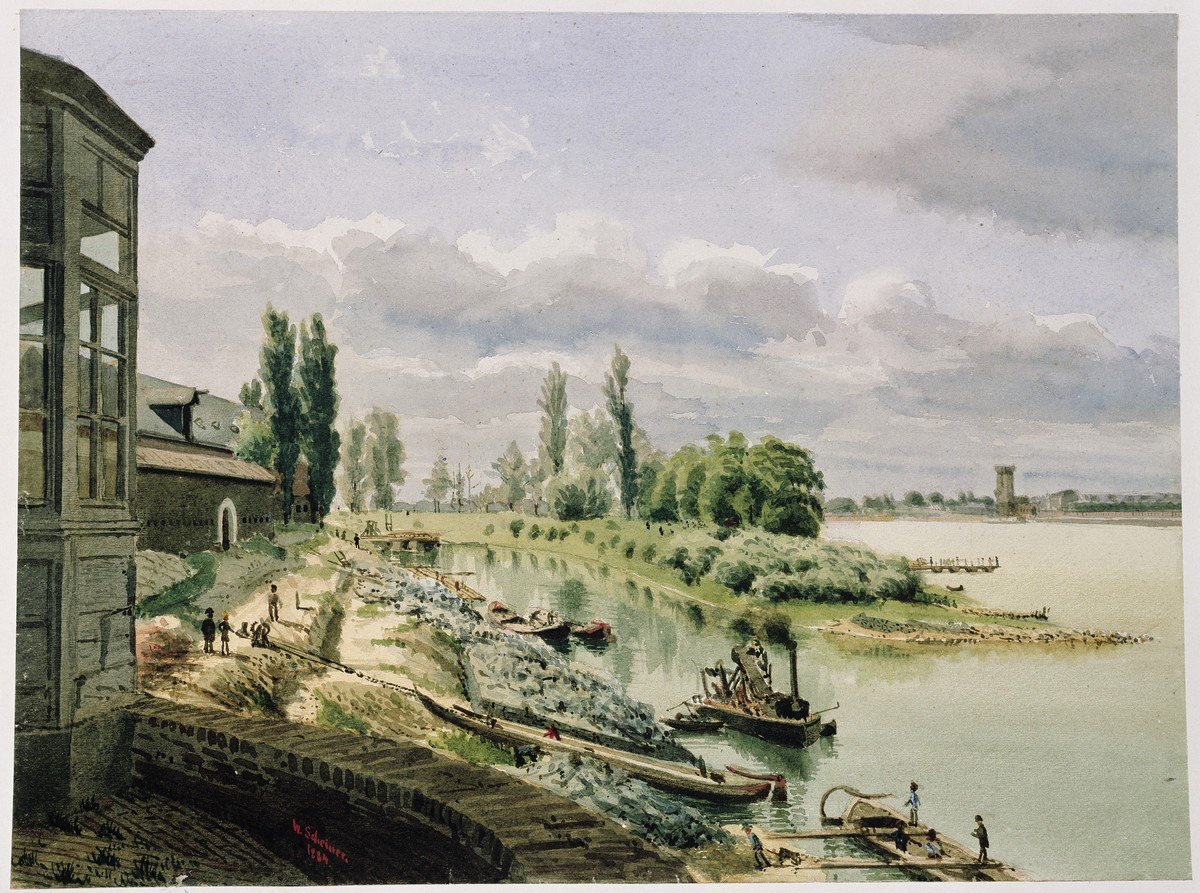
Hafen Deutz, Aquarell von Friedrich Wilhelm Schreiner

Hafen Deutz – Drehbrücke (1912)

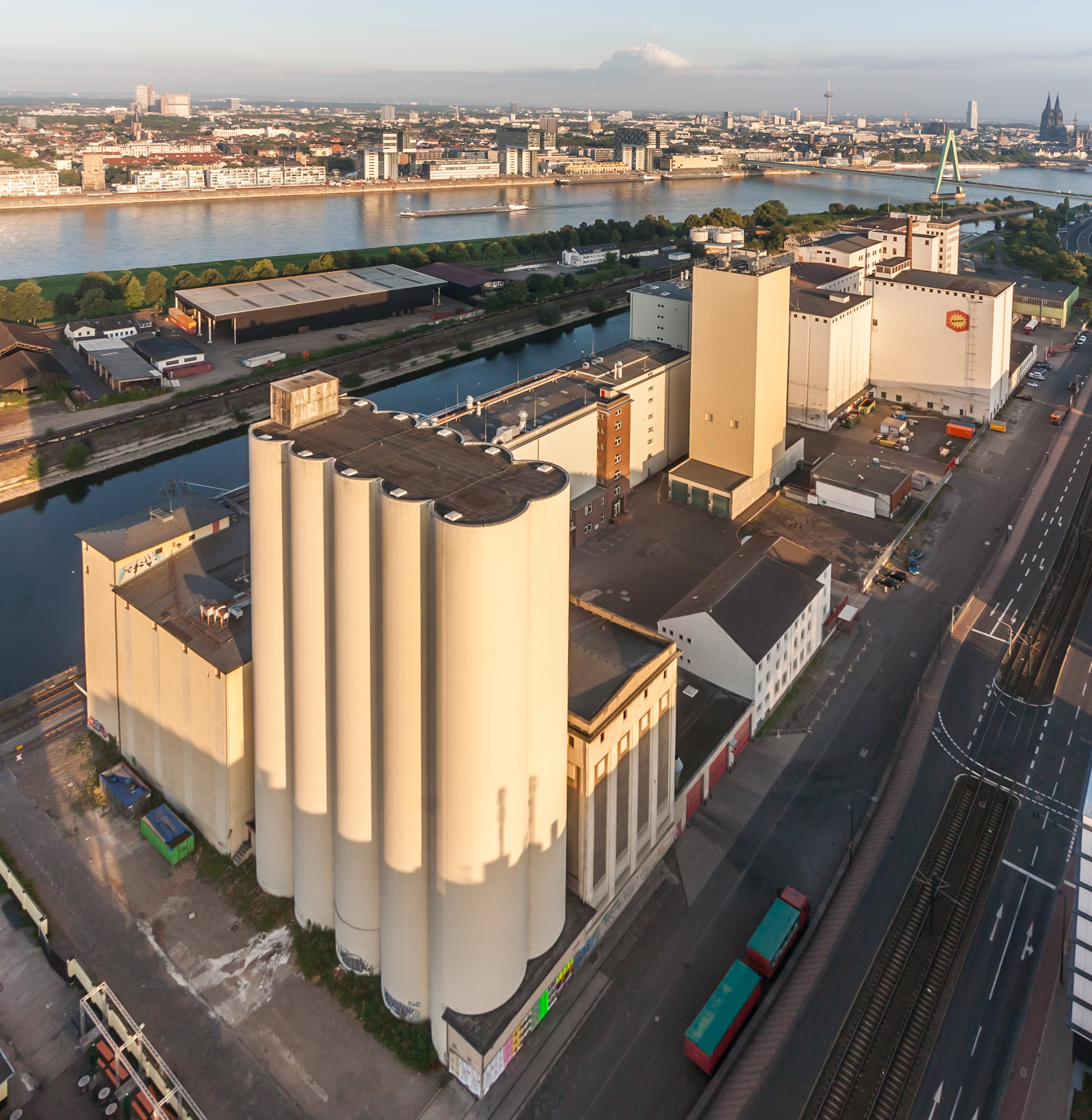
Hafen Köln-Deutz (Ellmühle) aus der Luft (August 2013)

In Deutz gab es lange Zeit lediglich einen kleinen Hafen als Schutzhafen für die Fährboote und -einrichtungen der Verbindung von Deutz nach Köln sowie einen Hafen für die Deutzer Pioniere. Das Fährrecht zwischen Deutz und Köln hatte Kaiser Otto I. seinem Bruder Erzbischof Bruno I. als vererbliches Regal verliehen. Erzbischof Dietrich II. von Moers bestätigte am 20. Juli 1417 die Gründung der Deutzer Rheinfähre für den Handel als „Erbfähre“ (Fährgerechtsame) und stellte am 10. November 1428 einen Lehnsbrief hierfür zugunsten von „Heinze Pyffen, Hermann van der Eycke, Tejlen Key, Johan vame Dycke, Johan Michaeils, Johan von Ercklens, Elger van Duytz und Heintzen van Wesselink“ aus. Damit bestand – mangels vorhandener Brücken – ein regelmäßiger Fährverkehr zwischen Deutz und dem gegenüberliegenden Köln. Am 9. Juli 1595 starben beim Untergang einer Deutzer Fähre unterhalb der Salzgasse etwa 50 Personen, nur wenige konnten gerettet werden. 1674 richtete man an Stelle des Fährverkehrs eine fliegende Gierbrücke ein, am 5. Februar 1676 belehnte Erzbischof Maximilian Heinrich von Bayern den kurkölnischen Kammerrat Johann Hermann von Kempis mit dem Fährrecht.
Die Poller Köpfe entstanden ab 1560 als Uferbefestigungsanlage, die dem schweren Hochwasser vom 27. Februar 1784 weitgehend zum Opfer fiel. Letzte, in den Rhein ragende Teile der Poller Köpfe wurden beim Bau des Deutzer Hafens entfernt. Sie entstanden in der Besorgnis, der Rhein könne sich ein neues Flussbett suchen. Dabei spielte der Poller Werth eine Rolle. Er war eine Halbinsel, deren Rest heute den Deutzer Hafen bildet. Die Ausbesserung des Rheindurchbruchs am Poller Werth 1575/1576 kostete die Stadt 34502 kölnische Gulden. Er gehörte vor der Eingemeindung zum kurfürstlichen Amt Deutz. Der alte Rheinarm hier hieß „Schnellert“ und war bis etwa 1900 ein beliebtes Ausflugsziel.
Die strengen Rayonbestimmungen verboten bis 1907 eine Bebauung in der Umgebung der Festungen, so dass auch die Anlegung eines Deutzer Hafens nicht in Frage kam. Durch die Eröffnung der ersten Teilstrecke der Köln-Mindener Eisenbahn nach Düsseldorf am 20. Dezember 1845 und die zunehmende Industrialisierung entstand das Erfordernis eines eigenen Deutzer Hafens. Die Waggonfabrik van der Zypen & Charlier begann am 14. Dezember 1845 unweit des Bahnhofs mit der Produktion von Eisenbahnwaggons. Am 31. März 1864 kam es zur Gründung der N. A. Otto & Compagnie, Ursprung der Gasmotorenfabrik Deutz und späteren Deutz AG, der ersten Motorenfabrik der Welt. Als weiteren potenziellen Hauptkunden eines möglichen Deutzer Hafens gab es die am 1. November 1858 gegründete spätere Chemische Fabrik Kalk. Die Gegend des späteren Deutzer Hafens war bereits beim Hochwasser am 29. November 1882 mit einem Pegelstand von 10,52 Meter Kölner Pegel überschwemmt, am 23. Dezember 1993 und 21. Januar 1995 wurden weite Teile der Gewerbe- und Industrieflächen des Deutzer Hafengebietes überflutet.
Das Poller Werthchen und der alte Rheinarm „Schnellert“ ermöglichten ähnliche hafentechnische Voraussetzungen wie der gegenüberliegende Rheinauhafen. Erste Abgrabungs- und Baggerarbeiten gab es 1895. Durch langwierige Enteignungen begann der Hafenbau erst ab 1904, am 14. Dezember 1907 eröffnete der Hafen. Die beiden Hafenbecken wurden durch die Eröffnung der denkmalgeschützten, elektrisch betriebenen 177 t schweren Drehbrücke im März 1908 getrennt. Das südliche Becken fungierte als Industrie- und Winterhafen, bedeckte eine Fläche von 6 ha und hatte eine Breite von 50–135 Metern. Die Breite am Beckenkopf beträgt 88 m, an der Hafeneinfahrt 70 m. Das kleinere nördliche Becken maß 3,5 ha und diente als Sicherheitshafen. Der Vorhafenbereich in Deutz reichte ursprünglich mit einem 700 Meter langen Kai bis an die Deutzer Brücke heran. Der neue Hafen gewann im Jahre 1909 die Mühlenbetriebe Leysieffer & Lietzmann-Mühle AG als ersten Großkunden; ab 1964 hieß sie Ellmühle. Weiterer Mühlenkunde war die Heinrich Auer-Großmühle, die 1975 ebenfalls von Kampffmeyer übernommen wurde. Beide Mühlen wurden 1975 als Ellmühle verschmolzen, die bis zu ihrer Stilllegung mit einer Jahreskapazität von 365.000 Tonnen zu den bedeutendsten Mühlen Europas gehörte. In den 1920er Jahren standen im Hafen 4 elektrische und 3 dampfbetriebene Kräne. Es folgte die Chemische Fabrik Kalk, die bis zu ihrer Schließung im Dezember 1993 hier Massengüter, insbesondere Salz und Phosphate, umschlug.
Seit 1994 sind an der Drehbrücke die Feuerlöschboote der Kölner Berufsfeuerwehr stationiert. Die Wache war vorher im Bereich des heutigen Schokoladenmuseums am Rheinauhafen. Die Wasserschutzpolizei hat ihren Anleger seit 1998 im Deutzer Hafen.
Zuletzt wurden im Hafen Futtermittel, flüssige Kreide und Schrott umgeschlagen.

## Hafen
Das Hafenbecken ist durchschnittlich 82 Meter breit und 1.098 Meter lang. Die Wasserfläche bemisst 123.700 m² (34 % der Gesamtfläche). Die Landfläche beträgt 240.700 m². Es handelte sich ehemals um einen innerstädtischen Industriehafen mit  vorwiegend gewerblichen Nutzungen und einem Güterumschlag von 295.000 Tonnen in 2011.
Von der Landfläche des Hafens entfielen 24.200 m² auf die Ellmühle, 20.800 m² auf die Strabag AG, 11.400 m² auf Carl J. Weiler Eisen & Stahl GmbH & Co. KG. Insgesamt waren 118.400 m² gewerbliche Fläche mit Hafenbezug vorhanden. Den jährlichen Hafenumschlag bewältigten 5 Hafenkräne für 216 Schiffe. 2009 waren nur noch knapp 60 % der Gewerbeflächen hafenaffin genutzt. Die Flächenleerstände machten 20 % des Areals aus, die restlichen 20 % Gewerbefläche wiesen keinen direkten Bezug zur Hafenanlage auf.
Bis 2016 gehörten rund 70 % der Hafenfläche der Häfen und Güterverkehr Köln AG (HGK), einem Beteiligungsunternehmen der Stadtwerke Köln GmbH (SWK) und der Stadt Köln.
Im Jahr 2017 gingen die Hafenflächen der HGK – inklusive der Wasserflächen des Hafenbeckens bis zur historischen Drehbrücke – in den Besitz der moderne stadt Gesellschaft zur Förderung des Städtebaues und der Gemeindeentwicklung mbH (moderne stadt) über. moderne stadt ist eine Projekt- und Stadtentwicklungsgesellschaft, die von der SWK und der Stadt Köln gehalten wird.
Bis zum 31. Dezember 2020 wurden der HGK sowie ihrer Beteiligungsgesellschaft RheinCargo GmbH & Co. KG (RheinCargo) vertraglich uneingeschränkte Nutzungsrechte für die Hafenflächen eingeräumt, die RheinCargo war bis zu diesem Zeitpunkt dort als Hafenbetreiber tätig.
Seit dem Jahr 2021 erfolgt die städtebauliche Neuordnung des Deutzer Hafens mit seiner Gesamtfläche von rund 35 Hektar.

## Wirtschaft

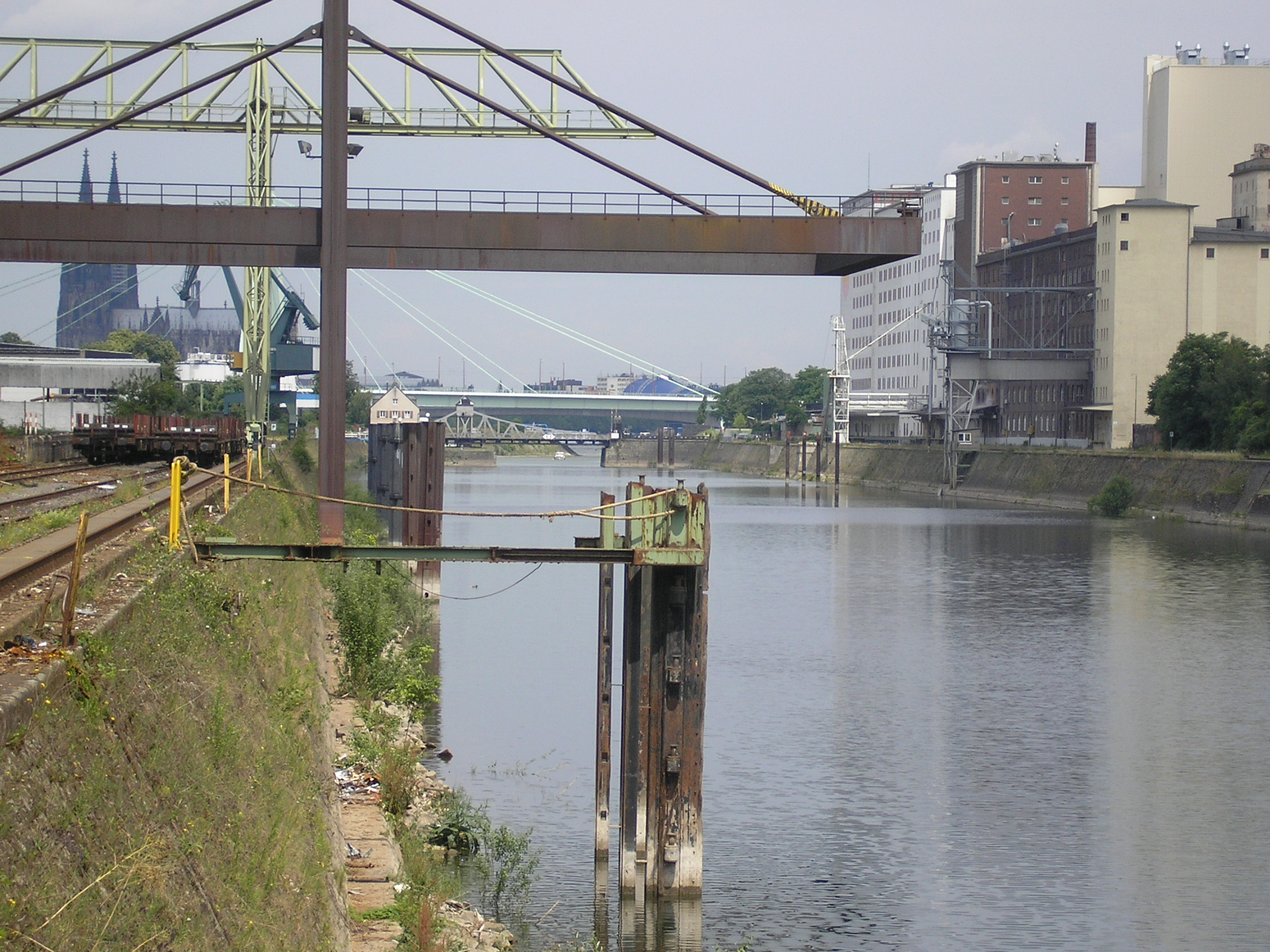
Deutzer Hafen mit Ellmühle und Krananlage der Fa. Weiler

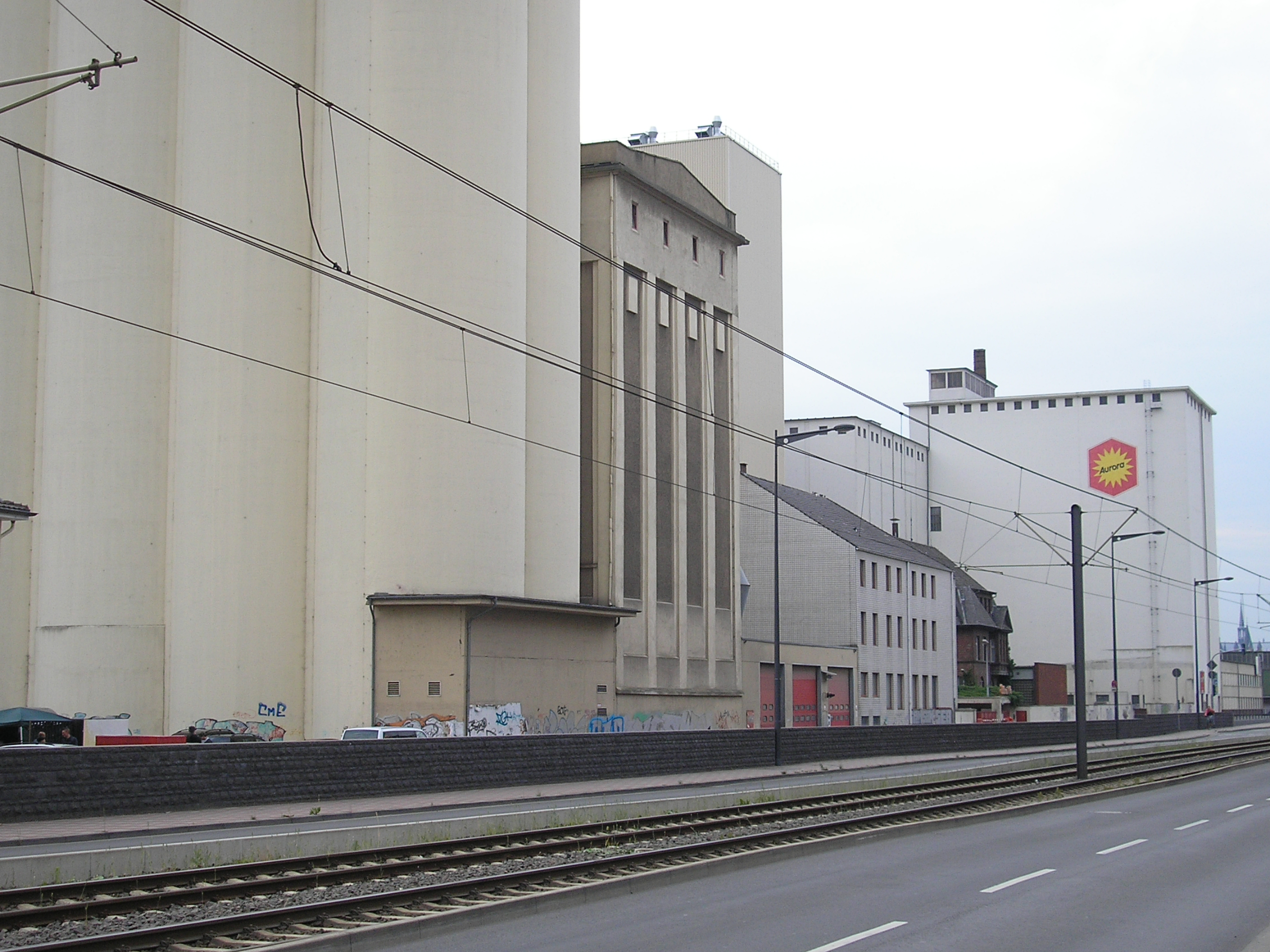
Ellmühle in Köln-Deutz

Das Bild des Deutzer Hafens beherrscht die Ellmühle die während ihrer Betriebszeit der Unternehmensgruppe GoodMills Deutschland (ehemals: Kampffmeyer Mühlen) gehörte. In der Ellmühle wurden im Jahr 365.000 t Getreide (Weizen und Roggen) vermahlen. Auf dem Mühlenkomplex bestand eine Lagerkapazität von 60.000 t Getreide. Die Getreideanlieferungen erfolgten per Schiff, Bahn und LKW. Die Auslieferung wurde mit Silofahrzeugen und in Großgebinden an Großkunden vorgenommen. Im August 2016 gab das Unternehmen bekannt, dass es den bisherigen Standort im Deutzer Hafen aufgeben und das Grundstück an der Drehbrücke zur Siegburger Straße an die Stadt Köln verkaufen werde. 2021 wurde der Betrieb zugunsten der Entwicklung eines Wohn- und Büroquartiers eingestellt. Der denkmalgeschützte Mühlenbau soll in den neuen Wohnkomplex integriert werden.
Ein weiterer Betrieb, der das Bild des Hafens beherrschte, war die Anlage der Theo Steil GmbH. Der Recyclingbetrieb und Schrotthandel war auf beiden Seiten des Hafenbeckens vertreten und ebenfalls an das Schienennetz angeschlossen. Im Zuge der Umwidmung des Hafens erschloss das Unternehmen einen neuen Standort in Godorf. Der Stahlhändler Carl J. Weiler betrieb eine große Krananlage, die weit über die Kaimauer hinausragte, so konnten Binnenschiffe, Bahnwaggons und LKW be- und entladen werden. Omya, eine international tätige Firma, unterhielt direkt an der Drehbrücke ein Tanklager für Calciumcarbonat. Die Deutsche Asphalt GmbH (Konzerntochter der Strabag AG) betreibt im Deutzer Hafen ein Asphaltmischwerk. Früher angesiedelte Holzfirmen haben inzwischen ihren Standort im Hafen aufgegeben.
Neben den hafenspezifischen Branchen siedelten sich zwischenzeitlich auch hafenfremde Unternehmen wie etwa die Eventhalle „Essigfabrik“ oder eine Obdachlosen-Beratungsstelle an.
Nach dem Orkan „Kyrill“ wurden im Deutzer Hafen ca. 100.000 Tonnen Baumstämme – überwiegend aus dem Sauerland – auf Schiffe verladen. Empfänger war ein französisches Sägewerk im Raum Straßburg.

## Zukunft
Im Zuge der Entwicklung des gegenüberliegenden Rheinauhafens zum Dienstleistungs- und Wohnstandort, wurde die auch Zukunft des Deutzer Hafens als innerstädtischem Industriehafen neu diskutiert. Die Diskussion wurde durch zunehmende Leerstände in den veralteten Gewerbeimmobilien, der Landbrachen und der daraus resultierenden städtebaulichen Missstände befeuert. Bereits im Herbst 2005 veranstaltete das Dezernat Stadtentwicklung, Planen und Bauen der Stadt Köln erste Informations- und Diskussionsveranstaltungen mit Anrainern und Gewerbetreibenden im Deutzer Hafen.
- Standortuntersuchung: Vor dem Hintergrund der Diskussionen des Rates der Stadt Köln im September 2007 und im November 2008 – im Verlauf derer eine verbindliche Klärung der zukünftigen Entwicklung des Deutzer Hafens gefordert wurde – legte die Verwaltung der Stadt Köln im Dezember 2008 die „Standortuntersuchung Deutzer Hafen“ vor. Die Standortuntersuchung beschreibt die zwingenden Erfordernisse (Notwendige Ertüchtigung des Logistikstandortes) und alternative Entwicklungsmöglichkeiten (Umnutzung für Wohnen und Arbeiten)[19]. Um den industriellen Hafenbetrieb des Deutzer Hafens auf Dauer wirtschaftlich aufrechterhalten zu können, hätte man ihn umbauen und erweitern müssen. Die Folge wäre mehr Lkw-Verkehr inmitten einer stark verdichteten Wohnbebauung im Stadtzentrum, was zu absehbaren Konflikten geführt hätte. Am 26. März 2009 beauftragte der Rat die Verwaltung der Stadt Köln mit der Durchführung einer Planungswerkstatt auf Basis der „Standortuntersuchung Deutzer Hafen“[20]. Die Planungswerkstatt fand am 27. und 28. April 2009 als zweitägiges Symposium mit 16 Fachreferentinnen und Fachreferenten sowie rund 150 Teilnehmerinnen und Teilnehmern statt. Dazu gehörten Experten aus den Bereichen Bürostandortentwicklung, Wohnungswirtschaft, Kreativwirtschaft, Stadtentwicklung/Städtebau, Logistik, Binnenschifffahrt/Hafenwirtschaft und Wasserwirtschaft. Wesentliches Ergebnis des Symposiums war die Empfehlung zur Erarbeitung eines verbindlichen Entwicklungskonzeptes zur zukünftigen Nutzung des Hafens.
- Entwicklungskonzept: Mit dem Beschluss des Rates vom 10. September 2009 wurde die Verwaltung der Stadt Köln mit der Erstellung eines Entwicklungskonzeptes gemäß § 1 Absatz 6 Nummer 11 Baugesetzbuch mit einer Teilumnutzung von Hafenflächen beauftragt.[20]
- Moratoriumsbeschluss: Im Mai 2010 wurden die Vertreter der Stadt Köln im Aufsichtsrat der HGK in einem sogenannten Moratoriumsbeschluss des Rates der Stadt Köln angewiesen darauf hinzuwirken, dass das Unternehmen keine Miet- und Pachtverträge über 2020 hinaus abschließt. Die danach notwendige Verlagerung der im Deutzer Hafen ansässigen Gewerbebetriebe sollte sozial- und wirtschaftlich verträglich vorgenommen werden. Mit dem „Moratoriumsbeschluss“ wurde der Umwandlung des Deutzer Hafen erstmals eine zeitliche Perspektive gegeben.
- Machbarkeitsstudie: Eine Ende 2014 veröffentlichte Machbarkeitsstudie belegte, dass die Hochwasserrisiken bei einer Umnutzung nicht zwangsläufig zunehmen, sondern durch eine städtebaulich geschickte Planung sogar verringert werden können. Kaianlagen und wassernahe Zonen können der Studie entsprechend von der Bebauung ausgespart, große Flächen von der bisherigen Nutzung befreit und zu wertvollen Freiräumen modelliert werden, sodass im Falle eines Hochwassers zusätzliche Überschwemmungsflächen zur Verfügung stünden. Darüber hinaus könnten durch den Bau von im Notfall flutbaren Tiefgaragen sowie die Erweiterung des Hafenbeckens im Süden weitere Retentionsräume entstehen.
- Grundsatzentscheidung über die Zukunft des Deutzer Hafens: Im Juni 2015 hat sich der Rat der Stadt Köln auf Grundlage der Erkenntnisse der Machbarkeitsstudie in einer Grundsatzentscheidung dafür ausgesprochen, den Hafen zu einem Büro- und Wohnquartier umzugestalten. Wohnraum für bis zu 6.900 Einwohner und 7.000 Arbeitsplätze können hier entstehen. Diese Maßgaben wurden von Verwaltung der Stadt Köln in das laufende Verfahren zum Entwurf des neuen Landesentwicklungsplans (LEP/E) beim Land NRW eingebracht. Auf die bisher vorgesehene Darstellung des Deutzer Hafen als 'landesbedeutsamer Hafen' wurde verzichtet. Ebenso wurde ein entsprechendes Änderungsverfahren des Regionalplans, Teilraum Köln, veranlasst.[21]
- Städtebauliches Gutachterverfahren: Mit der Durchführung eines städtebaulichen Gutachterverfahrens unter Beteiligung der Bürgerinnen und Bürger der Stadt Köln wurden die Weichen zur Umwandlung des Deutzer Hafens gestellt[22]. Seit Februar 2016 hatten sich fünf interdisziplinäre Teams aus international renommierten Planungsbüros und unter Mitwirkung der Stadtgesellschaft mit der Frage beschäftigt, wie das Kölner Veedel von morgen aussehen könnte. Die überzeugendste Antwort hat das Kopenhagener Büro COBE Architects geliefert. Der Entwurf punktete unter anderem mit der gelungenen Integration des industriellen Hafenerbes, die nicht nur im Erhalt der Kranbahnen und des ehemaligen Löschkrans Ausdruck finden soll. Der Entwurf greift in Motive des Hafens und der dort ansässigen Mühlengebäude auf und macht sie zur „DNA“ des neuen Viertels. Unterschiedliche Baukörper stellen nicht nur die architektonische Vielfalt sicher, sondern auch eine lebendige soziale Mischung – mindestens ein Drittel der Wohnungen soll im geförderten Wohnungsbau errichtet werden. Der Freiraum im Norden, der denkmalwürdige Teile der beiden Mühlengebäude freistellt, wurde sowohl vom Begleitgremium als auch von den Bürgerinnen und Bürgern gleichermaßen begrüßt. Das Hafenbecken als größter öffentlicher Freiraum und Industriedenkmal wird von weiteren Parks und öffentlichen Plätzen begleitet und schafft so für jede Lage im Quartier eine Verbindung zur Landschaft. Der Niveauunterschied zwischen der heutigen Hafenkante und dem hochwassersicheren Bereich wird teilweise durch hochwertig gestaltete, behindertengerechte Treppenanlagen ausgeglichen. Die Ostseite des Hafenbeckens wird als urbanes Ufer ausformuliert, während die Westseite einen grünen Charakter bekommt. Den Höhepunkt findet diese Planung in einem Wasserbecken am südlichen Ende des Hafenbeckens, das den Blick über das Hafenbecken auf die Türme des Doms freigibt. Die geplanten fünf Unterquartiere können entweder nacheinander oder teils auch gleichzeitig errichtet werden.
- Integrierter Plan: Im Rahmen eines integrierten Planungsverfahrens, das neben den klassischen Fächern der Ingenieurplanung (Verkehrs- und Stadtplanung) auch Geographie, Ökologie, Ökonomie und ggf. soziale Aspekte berücksichtigt, wurde der COBE-Entwurf im Jahr 2017 vertieft. Der integrierte Plan wurde im März 2018 den Bürgerinnen und Bürgern der Stadt vorgestellt und letzte Anregungen wurden aufgenommen[23].

Das Unternehmen moderne stadt  entwickelt das Gelände seit 2021 und möchte in enger Abstimmung mit der Stadt Köln ein gemischtes und lebendiges Quartier erreichen. Angestrebt sind vielfältige Nutzungen mit unterschiedlichsten Wohnformen (30 Prozent davon öffentlich gefördert), mit Büros, Kreativ- und Dienstleistungsgewerbe, kulturellen Einrichtungen sowie mit attraktiven öffentlichen Freiflächen und Erholungsräumen. Im Sommer 2023 wurden im Komplex der Ellmühle Gebäude abgebrochen und zwischen dieser und der baulich angeschlossenen Auer-Großmühle ein Zugang zum Hafenbecken geschaffen.